# Jan Davidszoon de Heem
Jan Davidszoon de Heem o Jan Davidsz. de Heem (Utrecht, 17 d'abril de 1606 - Anvers, 26 d'abril de 1684) fou un pintor i il·lustrador neerlandès, que va pertànyer a l'Edat d'Or holandesa, d'escenes de natures mortes.

## Biografia
De Heem va néixer a Utrecht com Johannes van Antwerpen. Va estudiar amb Balthasar van der Ast i va viure a Leiden des de al voltant de 1625 fins a 1629. Va entrar al Guilda de Sant Lluc d'Anvers el 1635 o el 1636 i es va convertir en burgher d'aquesta ciutat el 1637. Va romandre allà fins al 1667, quan es va traslladar de tornada a Utrecht, on la documentació acredita la seva presència des de 1668 fins a 1670. No se sap quan va regressar finalment a Anvers, però la seva mort queda registrada als llibres del gremi d'aquesta ciutat. Una pintura molt primerenca, datada de 1628, a la galeria de Gotha, porta la signatura plena de Johannes i mostra a un De Heem familiaritzat amb la tècnica del jove Aelbert Cuyp. En anys posteriors va guanyar el vigor de la seva pròpia originalitat.
De Heem va ser un dels grans pintors neerlandesos dintre del gènere de la natura morta, combinant unes brillants i harmonies de colors amb una exacta representació dels objectes: les flors, en tota la seva varietat; fruites europees i tropicals; llagostes i ostres; papallones i arnes; pedra i metall; cargols i petxines marines. Algunes de les seves obres són una mostra d'abundància; d'altres, solament una garlanda o un pom. Sovint transmetria un ensenyament moral o il·lustraria un lema: una serp acotxada sota l'herba; un crani en plantes florents. Copes d'or o plat i gerres de cervesa suggereixen la vanitat de les possessions terrenals. La salvació es representa de manera al·legòrica com un calze entre els capolls, i la mort com un santcrist en una corona de flors o de fulles. De vegades De Heem va pintar, sol o al costat d'altres, Marededèus o retrats en garlandes de fruita o flors. La seva signatura va variar: les seves inicials, o Johannes, o el nom del seu pare al costat del propi. Ocasionalment proporcionava una data, especialment amb les seves millors obres.
Del centenar o més dels seus quadres a galeries europees, solament divuit estan datades. Les primeres, posteriors a la de Gotha, és una gerra de cervesa amb ampolla, una copa de plata i una llimona damunt una taula de marbre, datada el 1640, al museu d'Amsterdam. Una obra semblant de 1645, amb l'afegitó de fruita, flors i un paisatge llunyà, es troba en el castell de Longford. Un calze en una corona, amb un pom radiant entre gavelles de blat, raïms i flors, és una obra mestra de 1648 al Palau Belvedere de Viena. Una corona prop d'una Mare de Déu de mida natural, datada el 1650, al museu de Berlín, mostra que De Heem podia pintar amb brillantor i harmonia a gran escala.
A l'Alte Pinakothek de Múnic n'hi ha una famosa obra de 1653, en què plantes grimpadores es mesclen bellament amb carbasses, esbarzers, taronja i préssec, i més animada amb papallones, arnes i escarabats. Un paisatge amb un roser en flor, una gerra amb maduixes, una selecció de fruites, i un bust de marbre de Pa, datat el 1655, és en el Museu de l'Hermitage de Sant Petersburg. Un medalló entrellaçat amb fruita i flors, una al·legoria de l'abundància, és en la galeria de Brussel·les, inscrita amb el monograma de De Heem, la data de 1668, i el nom d'un artista fosc nomenat Lambrechts. Totes aquestes peces mostren a De Heem en plena possessió de les seves habilitats. Entre els seus molts deixebles i seguidors tant als Països Baixos com, potser en gran manera a Anvers, es troben Alexander Coosemans, Theodoor Aenvanck, Andries Benedetti, Jacob Marrel, Carstian Luyckx, Theodoor Smits, Joris van Son, Jacob van Walscapelle o Abraham Mignon.